# Senneville-sur-Fécamp
Senneville-sur-Fécamp – miejscowość i gmina we Francji, w regionie Normandia, w departamencie Sekwana Nadmorska.
Według danych na rok 1990 gminę zamieszkiwało 565 osób, a gęstość zaludnienia wynosiła 119 osób/km² (wśród 1421 gmin Górnej Normandii Senneville-sur-Fécamp plasuje się na 413. miejscu pod względem liczby ludności, natomiast pod względem powierzchni na miejscu 707.).